# Japanischer Sägehai
Der Japanische Sägehai (Pristiophorus japonicus) ist ein Hai aus der Familie der Sägehaie (Pristiophoridae). Wie seine Verwandten zeichnet sich der Hai durch eine lange sägeartige Schnauze aus, die bei dieser Art bis zu 30 Prozent der Körperlänge ausmacht. Er lebt im nordwestlichen Pazifik vor den Küsten Koreas, Nordchinas, Japans und Taiwans.

## Merkmale
Der Japanische Sägehai erreicht eine Länge von 136 bis 153 cm. Der Körper ist lang zylindrisch und schlank gebaut. Der Kopf ist abgeflacht und besitzt eine stark verlängerte und abgeflachte Schnauze mit einem für die Sägehaie typischen sägeartigen Rostrum, das bei dieser Art zwischen 26 und 30 Prozent der Körperlänge ausmacht. Das Rostrum besitzt ein ausgeprägtes Paar Barteln vor den Nasenlöchern sowie am Seitenrand der „Säge“ 23 bis 43 ausgeprägte Seitenzähne und bis zu 21 Ventralzähne. Die Barteln liegen bei dieser Art nah vor den Nasenlöchern und damit näher zum Maul als zur Sägespitze; vor den Barteln stehen 15 bis 26 Seiten- und 9 bis 14 Ventralzähne und dahinter 8 bis über 17 Seiten- und 8 bis 9 Ventralzähne. Jungtiere haben zusätzlich ein bis zwei kleine Zähne zwischen den größeren Seitenzähnen, außerdem besitzen sie helle Kanten an den Brust- und Rückenflossen.
Die Färbung der Oberseite seines Körpers reicht von einfarbig braun bis rot-braun, die Unterseite ist weiß. Auf dem Rostrum befindet sich eine dunkle Mittellinie, zugleich sind die Seiten dunkler gefärbt.
Die Augen sitzen seitlich am Kopf, dahinter schließen sich die großen Sauglöcher an. Wie andere Arten der Gattung besitzt der Sägehai fünf Kiemenspalten. Wie alle Sägehaie besitzt er zwei Rückenflossen ohne Dorn und keine Analflosse. Der Schwanzstiel besitzt deutliche Kiele, der Schwanz besteht nur aus einem großen oberen Lobus während der untere Lobus allen Sägehaien fehlt.

## Lebensweise
Der Japanische Sägehai ist eine Bodenhaiart. Er ernährt sich räuberisch vor allem von verschiedenen Fischen und anderen Bodenorganismen (Krebstiere, Schnecken und Tintenfische). Zur Nahrungssuche wird das lange Rostrum eingesetzt, welches mit Barteln und anderen Sinnesorganen ausgestattet ist und dadurch Bewegungen und wahrscheinlich auch elektrische Felder und chemische Eindrücke im Meeresboden wahrnehmen kann. Die Beute wird mit der Säge aufgespürt, ausgegraben und wahrscheinlich teilweise auch getötet. Daneben setzt sie der Sägehai auch gegen Angreifer sowie gegen Artgenossen ein.
Die Haie sind lebendgebärend und bilden keine Plazenta aus (aplazental vivipar). Die Weibchen bekommen in einem Wurf bis zu 12 Jungtiere. Mit einer Körperlänge von etwa 98 bis 100 cm sind die Tiere geschlechtsreif.

## Verbreitung

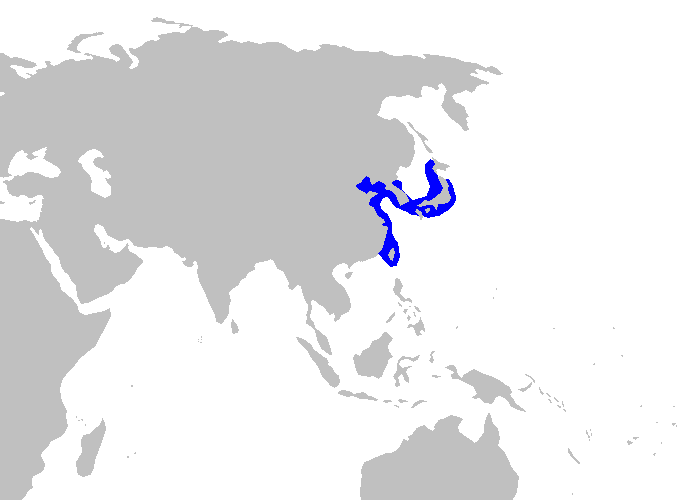
Verbreitungsgebiete des Japanischen Sägehais

Der Japanische Sägehai ist im nordwestlichen Pazifik vor den Küsten Koreas, Nordchinas, Japans und Taiwans anzutreffen. Sein Lebensraum befindet sich im Bereich des Kontinentalschelfs in Meeresbodennähe über schlammigem und sandigem Grund.